# Caledonië
Caledonië is de Latijnse naam die de Romeinen gaven aan een gebied in het hedendaagse Schotland ten noorden van hun provincie Britannia. Dit lag dus voorbij de grenzen van het Romeinse Rijk. Vandaag wordt de naam voornamelijk gebruikt als een romantische of poëtische naam voor Schotland in zijn geheel.

## Oorspronkelijk gebruik

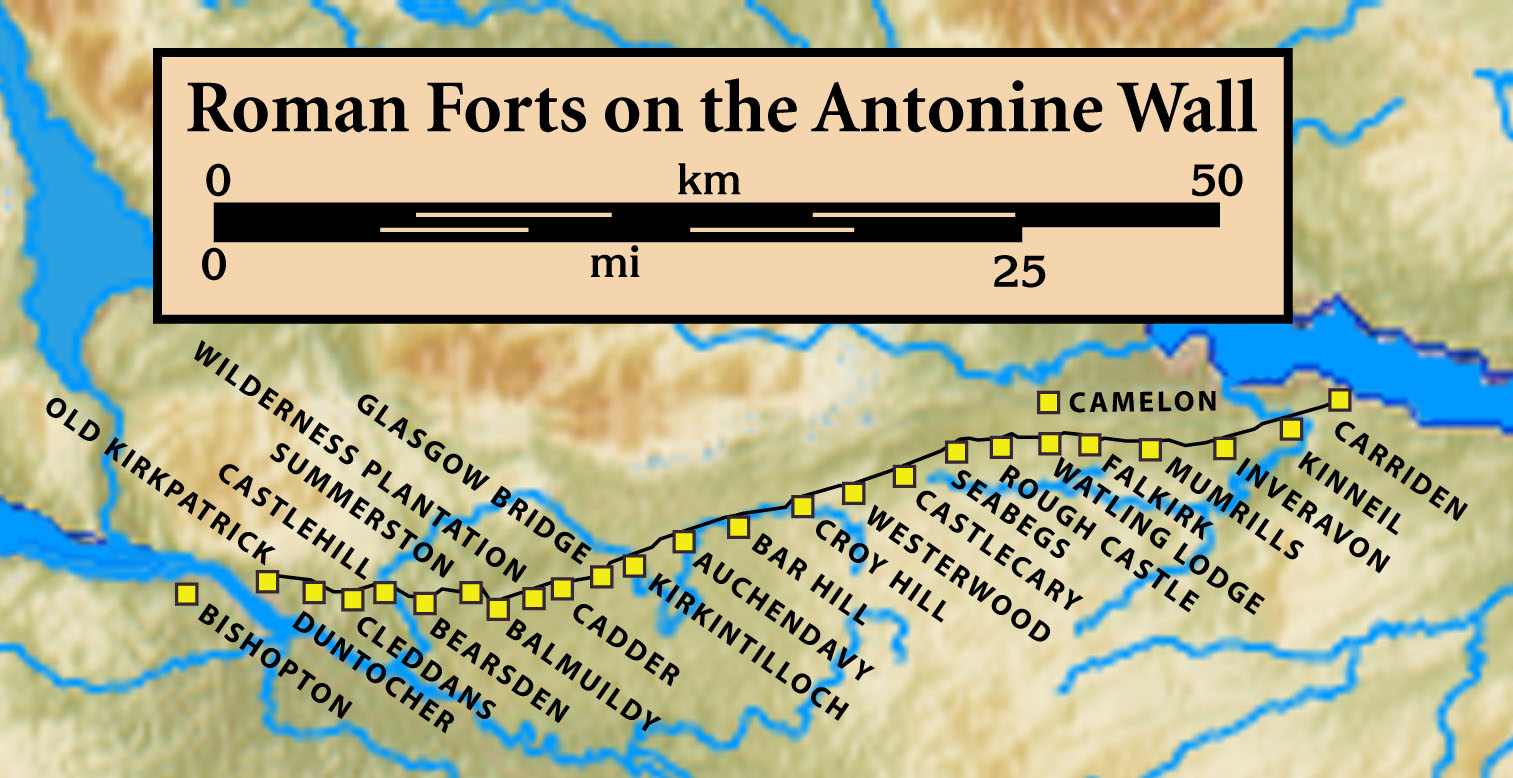
Romeinse forten op de Muur van Antoninus

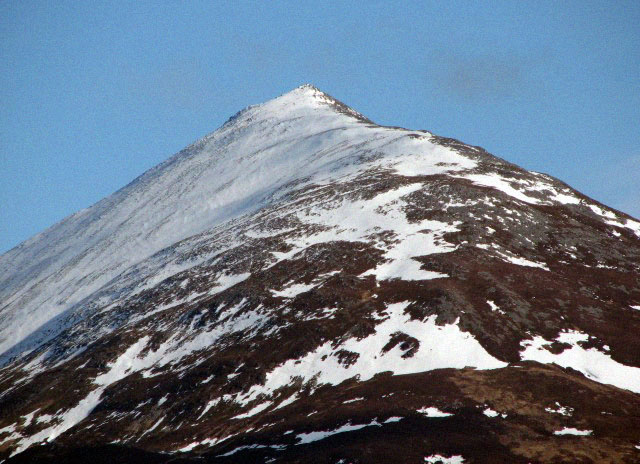
De noordwestelijke zijde van de Schiehallion

Tacitus, Ptolemaeus, Marcus Annaeus Lucanus en Plinius de Oudere gebruikten de oorspronkelijke benaming als verwijzing naar (delen van) de regio die ook gekend waren als Pictavia of het gebied van de Picten ten noorden van de Muur van Antoninus in het hedendaagse Schotland. De naam zou in verband gebracht kunnen worden met de Pictische stam de Caledonii. Zij maakten deel uit van een van de vele stammen in de streek, hoewel ze waarschijnlijk dominant waren wat het binomiale Caledonia/Caledonii zou kunnen verklaren. Hun naam kan gevonden worden in het Schots-Gaelische woord voor het dorp Dunkeld, Dùn Chailleann, wat "fort van de Caledonii" betekent. Het is tevens terug te vinden in de Schotse Munro of berg Sìdh Chailleann of Schiehallion, wat de "elfse heuvel van de Caledoniërs" betekent. Volgens Historia Brittonum was de zevende slag van de mythische Arthur in een bos in het hedendaagse Schotland, in het vroegere Welsh Coit Celidon genaamd. Sporen van zulke mythologie zijn vandaag nog steeds aanwezig in Midlothian: nabij het stadscentrum van Edinburgh staat een oude vulkanische berg met de naam Arthur's Seat.
Er zijn andere hypotheses met betrekking tot de oorsprong van Caledonië (en Scotia). Volgens Moffat (2005) komt de naam van caled, het P-Keltische woord voor "hard". Dit impliceert dat de oorspronkelijke betekenis mogelijk "het harde (of rotsachtige) land" hoewel het mogelijk ook "het land met de harde mannen" betekende. Keay en Keay (1994) stellen dat het woord "waarschijnlijk pre-Keltisch" is.

### Ligging

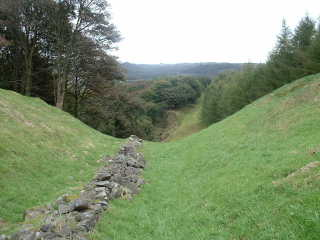
Muur van Antoninus

De precieze ligging van wat de Romeinen Caledonië noemden in het begin van Britannia is niet zeker, en het is onwaarschijnlijk dat de grenzen vast stonden tot aan de bouw van de Muur van Hadrianus. Vanaf toen bevond Caledonië zich ten noorden van de muur, en ten zuiden lag Britannia, niet het eiland maar de Romeinse provincie. Gedurende de korte Romeinse militaire invallen in het centrale en noordelijke Schotland waren de Schotse Laaglanden inderdaad opgenomen in de provincie Britannia. De naam werd ook gebruikt door de Romeinen vóór hun verovering van de zuidelijke en centrale delen van het eiland om naar heel het eiland Groot-Brittannië te verwijzen. Toen de Romeinen eenmaal een tweede muur hadden gebouwd verder in het noorden (de Muur van Antoninus) en hun garnizoenen naar het noorden gingen, hadden de opkomende Romeinse Britten ten zuiden van de muur, handelsrelaties met de Picten ten noorden van de muur. Dit werd ondersteund door archeologisch bewijs waarvan een groot deel te verkrijgen is in het National Museum of Scotland in Edinburgh.

## Hedendaags gebruik
Vandaag wordt "Caledonië" in het Engels en het Schots gebruikt als een romantische of poëtische naam voor Schotland in zijn geheel. Een voorbeeld is het lied "Caledonia", een folk ballade geschreven door Dougie MacLean en uitgebracht in 1979 in een gelijknamige album en gecoverd door verscheidene andere artiesten zoals Amy Macdonald.